# Džon Kejd
Džon Frederik Džozef Kejd AO (18. januar 1912 – 16. novembar 1980) bio je australijski psihijatar koji je 1948. otkrio efekte litijum karbonata kao stabilizatora raspoloženja u lečenju bipolarnog poremećaja, tada poznatog kao manična depresija. U vreme kada su standardni tretmani za psihozu bili elektrokonvulzivna terapija i lobotomija, litijum je bio prvi efikasan lek dostupan za lečenje mentalne bolesti.

## Otkriće uticaja litijuma na maniju
Posle rata, Kejd se veoma kratko oporavljao u bolnici u Hajdelbergu, a zatim je zauzeo poziciju u Bandura repatrijacionoj mentalnoj bolnici u Melburnu. Upravo je u nekorišćenoj ostavi u Banduri sproveo grube eksperimente koji su doveli do otkrića litijuma kao leka za bipolarni poremećaj. Pošto nije imao sofisticiranu analitičku opremu, ovi eksperimenti su se uglavnom sastojali od ubrizgavanja urina mentalno bolesnih pacijenata u stomak zamorčića. Njegovi rani eksperimenti su sugerisali da je urin od maničnih pacijenata toksičniji. U urinu postoje 2 toksične supstance: urea i mokraćna kiselina. Otkrio je da je urea ista kod bolesnih i kod zdravih ljudi. Počeo je da radi na mokraćnoj kiselini. Da bi vršio ispitivanja, napravio je veštačke rastvore mokraćne kiseline. Da bi formirao rastvore različite jačine mokraćne kiseline, morao je da je pretvori kiselinu u supstancu kojom bi mogao lakše da manipuliše. Mokraćna kiselina se sama po sebi ne rastvara u vodi. Zatim, u nastojanju da se poveća rastvorljivost mokraćne kiseline u vodi, dodat je litijum da bi se napravio rastvor litijum urata. Kejd je otkrio da su zamorci kojima je ubrizgan rastvor litijum karbonata, kao kontrolni rastvor, bili mirniji. Njegova upotreba pažljivih kontrola u svojim eksperimentima otkrila je da je litijumski jon sam po sebi imao umirujući efekat, ali čak i ovo otkriće je moglo biti uzrokovano toksičnim efektima prevelike doze litijuma. Nakon što je sam uzeo litijum da bi potvrdio njegovu bezbednost kod ljudi, Kejd je započeo preliminarno ispitivanje litijum citrata i/ili litijum karbonata na nekim od svojih pacijenata kojima je dijagnostikovana manija, šizofrenija ili melanholija, sa izvanrednim rezultatima. Smirujući efekat je bio toliko snažan da je Kejd spekulisao da je manija uzrokovana nedostatkom litijuma. On je ove nalaze objavio u Medicinskom žurnalu Australije u radu pod naslovom 'Litijumove soli u lečenju psihotičnog uzbuđenja', objavljenom 1949. godine.
Dok su Kejdovi rezultati izgledali veoma obećavajuće, neželjeni efekti litijuma su u nekim slučajevima doveli do neusaglašenosti. Toksičnost litijuma dovela je do nekoliko smrtnih slučajeva pacijenata koji su bili podvrgnuti lečenju litijumom. Problem toksičnosti je znatno smanjen kada su razvijeni odgovarajući testovi za merenje nivoa litijuma u krvi. Štaviše, kao prirodna hemikalija, litijumova so nije mogla biti patentirana, što znači da se njena proizvodnja i prodaja nisu smatrali komercijalno održivim. Ovi faktori su sprečili njegovo široko usvajanje u psihijatriji tokom niza godina, posebno u Sjedinjenim Državama, gde je njegova upotreba bila zabranjena do 1970. godine.

## Literatura
- Mitchell PB, Hadzi-Pavlovic D (1999). „John Cade and the discovery of lithium treatment for manic depressive illness”. Medical Journal of Australia. 171 (5): 262—264. PMID 10495760. doi:10.5694/j.1326-5377.1999.tb123635.x., 171: 262–264. and Ref. No. 00-0612 Bulletin of the World Health Organization, 2000, 78 (4)
- Mitchell PB. On the 50th anniversary